# Mermaid
Mermaid è una canzone della rock band statunitense Train tratta dal sesto album, California 37. Ufficialmente è stata pubblicata il 27 dicembre 2012 come il quarto singolo tratto dall'album.
La canzone è stata anche scelta come colonna sonora del trailer ufficiale per Sports Illustrated Swimsuit Issue.

## Background
Billboard.com ha descritto che:

## Video musicale
Il 27 febbraio 2013 è stato pubblicato su YouTube il video ufficiale del brano.
Il video è stato girato alle Hawaii. Vede come protagonista il front man Pat Monahan accolto alle Hawaii. Si allontana in una splendida spiaggia dove vede un ragazzino che suona l'ukulele e una bellissima sirena sulla riva. Comincia a seguirla nella spiaggia esotica e durante l'NFL Pro Bowl dove il gruppo suona circondato da colorati ballerini hawaiani e cheerleader. Il video lo vede scattare foto con i giocatori e le cheerleader sul campo. Ogni tanto vede la sirena camminare in mezzo alla folla, dove cerca di andarle dietro. Alla fine scompare quando lui arriva alla spiaggia. Alla fine del video, Monahan dorme sulla sabbia della spiaggia, presumibilmente in sua attesa, quando lei arriva e bacia le sue guance mentre lui è ancora addormentato e inconsapevole.
Pat Monahan ha dichiarato a ESPN:
Il video ha visto le apparizioni di importanti giocatori quali Eric Dickerson e Marcus Allen degli Hall of Famers e Josh Cribbs dei Cleveland Browns. I Train sono stati capaci di ottenere la presenza di tutte queste persone nel video perché l'hanno girato al Pro Bowl nelle Hawaii, quando erano lì per esibirsi qualche settimana prima della pubblicazione del video.

## Critica
La canzone ha ricevuto recensioni da contrastanti a positive. John Earls ha dato alla canzone un punteggio di 8 su 10 dicendo che:
Adam Soybel di Pop! Goes The Chart ha recensito la canzone positivamente, dicendo:
Anche James Baase di Rock Show Critique ha dato alla canzone una recensione positiva, affermando che:
Hanno anche elogiato la composizione, dicendo che:
Highlight Magazine ha evidenziato che:
Real Gone Rocks ha detto positivamente che:
Sowing Season di Sputnik Music ha dato alla canzone una recensione negativa dicendo che:
Musically Appetizing ha dato alla canzone una recensione tiepida, dicendo che:
anche se più avanti ha affermato che:
Altri critici hanno condiviso questo pensiero; James Arthur della rivista Kings River Life ha detto che:
Kevin Skinner di The Daily Blam! ha affermato che:
Anche Rock Freaks ha menzionato questo fatto negativamente, dicendo che:
anche se ha poi continuato a dire che:

## Contributi e staff
- Train - voce, cori e musica
- Espionage, Butch Walker - produttore
- Pat Monahan, Espen Lind, Amund Bjørklund, Tor Erik Hermansen, Mikkel Eriksen - testo
- Columbia Records, Sony Music Entertainment - etichetta

## Classifica
| Classifica (2012-13)                                | Posizione più alta |
| --------------------------------------------------- | ------------------ |
| Belgio (Ultratip Flanders)                          | 9                  |
| Israele (Media Forest)                              | 8                  |
| Libano (The Official Lebanese Top 20)               | 8                  |
| Libano (The Official Lebanese Top 20 International) | 4                  |
| Olanda (Dutch Top 40)                               | 21                 |
| Regno Unito (Official Charts Company)               | 93                 |
| Stati Uniti (Billboard Hot 100)                     | 105                |
| Stati Uniti (Billboard Adult Pop Songs)             | 12                 |
| Stati Uniti (Billboard Adult Contemporary)          | 27                 |
| Ungheria (Rádiós Top 40)                            | 23                 |